# João Sampaio
João Carlos de Almeida Sampaio (Niterói, 24 de maio de 1941 — Niterói, 13 de agosto de 2011) foi um político, arquiteto, urbanista e professor da Universidade Federal Fluminense.

## Biografia
Iniciou sua trajetória política ainda no movimento estudantil, quando era militante ativo no diretório acadêmico de arquitetura da Universidade Federal Fluminense. João Sampaio participou da fundação do Partido Democrático Trabalhista (PDT) em Niterói, logo depois do retorno de Leonel Brizola do exílio em 1979.
João Sampaio tem atuação na área do urbanismo. Nos anos 1960, trabalhou no Centro Interamericano de Habitação e Planejamento na Venezuela. Logo depois, foi chefe do Serviço de Habitação de Interesse Social do antigo BNH.
Nos anos 1970, foi titular de uma empresa de arquitetura e planejamento. Lá, coordenou diversos projetos urbanos para cidades importantes do Estado do Rio, como Volta Redonda, Barra Mansa, Nova Friburgo, Resende, Petrópolis, Nova Iguaçu e Niterói.
Em 1984, tornou-se consultor do Instituto Brasileiro de Administração Municipal (IBAM) para transportes, habitação, saneamento e planejamento. No mesmo ano, começou a lecionar na UFF. Em 1986, assumiu a Superintendência de Planejamento Urbano da Prefeitura do Rio de Janeiro, onde permaneceu até 1988.

## Atuação na prefeitura de Niterói
A partir 1989, a convite do então prefeito Jorge Roberto Silveira, João Sampaio dirigiu a Secretaria de Urbanismo e Meio Ambiente de Niterói. Neste período, ele coordenou a elaboração do Plano Diretor.
Em 1992, João Sampaio foi eleito prefeito de Niterói ainda no primeiro turno.

## Atuação parlamentar e no estado do Rio de Janeiro
Em 1998, João Sampaio foi eleito deputado federal com mais de 80 mil votos. Em agosto de 1999, foi licenciado para exercer o cargo de secretário de Programas Estratégicos para, em seguida, assumir a Secretaria de Cultura do Estado do Rio, retornando ao Congresso Nacional em fevereiro de 2000.
Presidiu a Comissão de Desenvolvimento Urbano na ocasião da criação do Estatuto das Cidades, lei federal que tornou-se um marco na democratização das gestões urbanas. Foi ainda vice-presidente da Comissão de Economia.
Em 2003, após o fim de seu mandato como deputado federal, João Sampaio retomou sua carreira como arquiteto e como professor universitário. Abriu seu próprio escritório de arquitetura.
Em 2011, tornou-se subsecretário de Estado de Desenvolvimento Regional do Rio de Janeiro, função que exerceu até maio daquele ano. De junho até sua morte, foi assessor especial do gabinete do secretário Felipe Peixoto, na secretaria de Desenvolvimento Regional do Estado do Rio de Janeiro.